# Những bài ca không lời

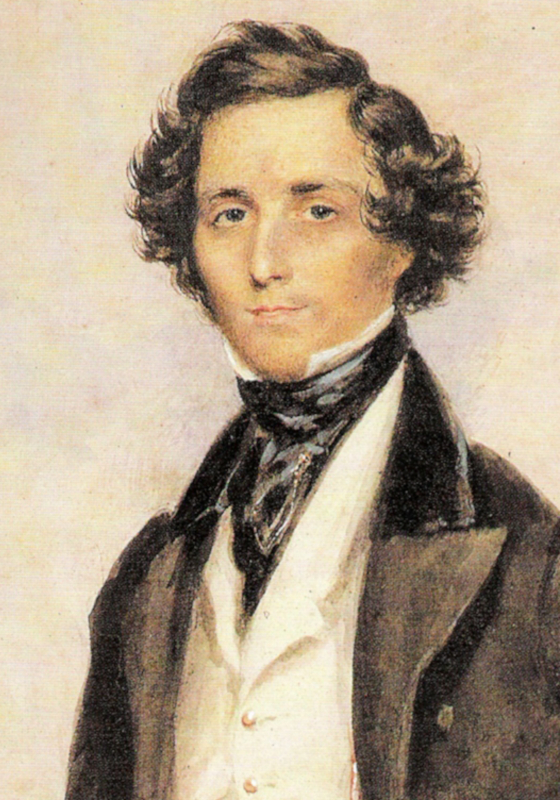
Chân dung Mendelssohn, 1839

Những bài ca không lời (tiếng Đức: Lieder ohne Worte) là bộ chuỗi các bản nhạc ngắn và trữ tình viết cho piano của nhà soạn nhạc người Đức Felix Mendelssohn. Bộ tác phẩm này được sáng tác từ năm 1829 đến năm 1845, bao gồm 48 bản nhạc, được chia thành 8 tập.

## Sáng tác và đón nhận
Tám tập của Những bài ca không lời, mỗi tập gồm 6 "bài ca", được viết vào nhiều thời điểm trong cuộc đời của Mendelssohn, và được xuất bản riêng lẻ. Piano nhanh chóng phổ biến ở châu Âu đầu thế kỉ XIX, nó trở thành một vật dụng tiêu chuẩn ở các gia đình trung lưu. Những bản nhạc này nắm bắt được nhiều khả năng của nghệ sĩ piano và rõ ràng đã đóng góp vào sự nổi tiếng của chúng.
Tập đầu tiên được xuất bản bởi Novello ở London (1832) với tên Original Melodies for the Pianoforte (Những giai điệu độc đáo cho Pianoforte), nhưng những tập sau mang tên Những bài ca không lời.
Bộ tác phẩm là một phần truyền thống viết các tác phẩm ngắn trữ tình cho piano thời kì Lãng mạn, dù khái niệm "Bài ca không lời" là một điều mới. Chị Fanny của Mendelssohn cũng viết một số những tác phẩm tương tự (dù không có tên), và theo một số sử gia âm nhạc, đã truyền cảm hứng cho khái niệm này. Tiêu đề "Những bài ca không lời" có vẻ như là một sáng kiến riêng của Mendelssohn.
Mendelssohn phản đối ý định thể hiện khái niệm bài ca quá rành mạch và không đồng ý khi người bạn Marc-André Souchay muốn thêm câu chữ vào tác phẩm để thành những ca khúc có lời:
Những gì âm nhạc mà tôi yêu thể hiện với tôi, không được xem như quá mơ hồ để phải thêm câu chữ, mà ngược lại, quá rõ ràng. (in nghiêng của Mendelssohn)
Những nhạc sĩ khác cũng lấy cảm hứng từ những bài ca này và sáng tác ra những tác phẩm tương tự là Charles-Valentin Alkan (năm bộ Chants, mỗi bộ kết thúc bằng một barcarolle), Anton Rubinstein, Ignaz Moscheles và Edvard Grieg (66 Lyriske stykker). Hai Bài ca không lời (op.10) cho piano sáng tác bởi  Mykola Lysenko. Alkan và Rubinstein thường xuyên biểu diễn những Bài ca không lời trong các buổi biểu diễn. Ferruccio Busoni, người đánh giá Mendelssohn là "bậc thầy của sự vĩ đại không thể chối cãi", lấy Những bài ca không lời thành một dự án các buổi biểu diễn của ông tại London trong những năm cuối đời. 

## Tám tập nhạc
Một vài tên của những bài hát được đặt bởi Mendelssohn. Một vài tiêu đề khác được các nhà xuất bản đặt về sau nhưng không chính xác và không thể hiện ý đồ nào của tác giả.

### Tập 1, Op. 19b (1829–1830)
- No. 1 Andante con moto in E major
- No. 2 Andante espressivo in A minor
- No. 3 Molto allegro e vivace in A major
- No. 4 Moderato in A major
- No. 5 Poco agitato in F-sharp minor
- No. 6 Andante sostenuto in G minor ("Venezianisches Gondellied" [Venetian Boat Song])

### Tập 2, Op. 30 (1833–1834)
- No. 1 Andante espressivo in E-flat major
- No. 2 Allegro di molto in B-flat minor
- No. 3 Adagio non troppo in E major
- No. 4 Agitato e con fuoco in B minor
- No. 5 Andante grazioso in D major
- No. 6 Allegretto tranquillo in F-sharp minor ("Venezianisches Gondellied" [Venetian Boat Song])

Tập 2 được đề tặng cho Elisa von Woringen.
Bài hát thứ 2 được viết tặng cho người chị Fanny của ông để mừng sự ra đời đứa con trai của bà vào 1830.

### Tập 3, Op. 38 (1836–1837)
- No. 1 Con moto in E-flat major
- No. 2 Allegro non troppo in C minor
- No. 3 Presto e molto vivace in E major
- No. 4 Andante in A major
- No. 5 Agitato in A minor
- No. 6 Andante con moto in A-flat major ("Duetto")

Bài số 6 mang tựa đề Duetto (Song ca) bởi Mendelssohn, vì hai giai điệu thể hiện hai ca sĩ. Được sáng tác tại Frankfurt vào tháng 6 năm 1836, ngay sau khi ông gặp người vợ tương lai.
Tập 3 được đề tặng cho Rosa von Woringen.

### Tập 4, Op. 53 (1839–1841)
- No. 1 Andante con moto in A-flat major
- No. 2 Allegro non troppo in E-flat major
- No. 3 Presto agitato in G minor
- No. 4 Adagio in F major
- No. 5 Allegro con fuoco in A minor ("Volkslied" [Folksong])
- No. 6 Molto Allegro vivace in A major

Tập 4 được đề tặng cho Sophia Horsley.

### Tập 5, Op. 62 (1842–1844)
- No. 1 Andante espressivo giọng Son trưởng, nhịp 4/4.
- No. 2 Allegro con fuoco giọng Si giáng trưởng
- No. 3 Andante maestoso giọng Mi thứ ("Trauermarsch" [hành khúc tang lễ])
- No. 4 Allegro con anima giọng Son trưởng
- No. 5 Andante con moto giọng La thứ ("Venezianisches Gondellied" [Bài hát chèo thuyền Venice])
- No. 6 Allegretto grazioso giọng La trưởng ("Frühlingslied" [Bài hát mùa xuân])

Bài số 6 Bài hát mùa xuân "Spring Song" đôi khi được biết ở Anh với tên "Camberwell Green", một nơi ở London mà Mendelssohn sáng tác nó khi đang ở cùng với gia đình Bennecke, họ hàng của vợ ông.
Tập 5 được đề tặng cho Clara Schumann.

### Tập 6, Op. 67 (1843–1845)
- No. 1 Andante in E-flat major
- No. 2 Allegro leggiero in F-sharp minor
- No. 3 Andante tranquillo in B-flat major
- No. 4 Presto in C major ("Spinnerlied" [Spinner's Song])
- No. 5 Moderato in B minor
- No. 6 Allegro non troppo in E major

Bài hát của người thợ dệt "Spinnerlied" (Spinner's Song), cũng có biệt danh Đám cưới của ong "Bee's Wedding" vì giai điệu bận rộn đệm cho giai điệu thể hiện tiếng vù vù của những con ong.
Tập 6 được đề tặng cho Sophie Rosen.

### Tập 7, Op. 85 (1834–1845)
- No. 1 Andante espressivo in F major
- No. 2 Allegro agitato in A minor
- No. 3 Presto in E-flat major
- No. 4 Andante sostenuto in D major
- No. 5 Allegretto in A major
- No. 6 Allegretto con moto in B-flat major

Tập 7 và 8 được xuất bản sau khi tác giả qua đời.

### Tập 8, Op. 102 (1842–1845)
- No. 1 Andante un poco agitato in E minor
- No. 2 Adagio in D major
- No. 3 Presto in C major
- No. 4 Un poco agitato, ma andante in G minor
- No. 5 Allegro vivace in A major
- No. 6 Andante in C major

## Âm thanh
| Những bài ca không lời của Mendelssohn, tập 5: Những hành khúc tang lễ |  |
|                                                                        |  |
|                                                                        |  |

| Những bài ca không lời của Mendelssohn, tập 2, bài thứ 6, Allegretto tranquillo cung Fa thăng thứ |  |
|                                                                                                   |  |
|                                                                                                   |  |